# 材木座
材木座（ざいもくざ）とは中世日本の都市などにおいて木材を独占的に販売していた座のこと。木屋座（きおくざ）とも称した。

## 概要
京都の堀川は平安時代末期より諸国から集まった木材の販売で賑わってきたが、南北朝時代頃より祇園社を本所とする左方・右方の2つの材木座が成立した。彼らは同社の神人の身分を得て丹波国や近江国、美濃国などの周辺の国々や遠く四国方面から入ってきた材木を独占的な販売権を有していた。
一方、奈良郊外の木津にも興福寺の寄人身分を獲得した木守たちが同様の座を組織していた。木津は伊賀国に近く、更に水運を経由して四国方面の材木が入ってきたため、同地を経由して奈良に入る材木を独占的に扱うことが出来た。更に奈良の地でも木津から入ってくる材木を扱う材木座が存在していた。
また、堺や鎌倉などの都市にも材木座が結成された。鎌倉市に現在も残る材木座海岸は鎌倉の材木座とつながりがあったという説がある。